# Borja Oubiña Meléndez
Borja Oubiña Meléndez (Vigo, 17 de maig de 1982) és un exfutbolista professional gallec, que ocupava la posició de migcampista defensiu.

## Trajectòria
Format al planter del Celta de Vigo, hi debuta amb el primer equip a la campanya 03/04, en partit contra el València CF. Eixe any també hi va disputar la Champions League, a la vegada que el club baixava a Segona Divisió.
A l'any següent es consolida al primer planter vigués, que recupera la màxima divisió immediatament. Ja a Primera, la temporada 05/06 juga 36 partits, per 30 de la següent, que acabaria amb un nou descens dels gallecs. En aquest moment el vigués va expressar el seu desig de deixar el club tot i ser sota contracte. Va estar a prop de recalar a la SL Benfica, però a les postres no hi va haver acord pel cost de l'operació, al voltant dels 10 milions d'euros.
L'agost del 2007, és cedit al Birmingham City FC de la Premier League. En seu segon encontre a Anglaterra, es lesiona al lligament encreuat anterior, que li comporta sis mesos fora dels terrenys de joc. No jugaria de nou amb el Birmingham, atès que la cessió es va cancel·lar al febrer del 2008.
Al 6 de desembre del 2008, gairebé 15 mesos després de la lesió, reapareix amb el Celta de Vigo, en un partit de Segona Divisió. En total hi disputaria 15 partits eixa temporada. A mitjans del 2009 retorn a la sala d'operacions, esperant-se la seua recuperació per a principis del 2010.

## Internacional
Oubiña ha estat internacional amb la selecció espanyola en dues ocasions.